# 4466 Abai
4466 Abai (1971 SX1) là một tiểu hành tinh vành đai chính được phát hiện ngày 23 tháng 9 năm 1971 bởi Đài vật lý thiên văn Crimean ở Nauchnyj.